# Меща-Афалу
Меща-Афалу е археологическа култура в Северозападна Африка през късния палеолит и мезолита.
В началото на XX век представителите на културата са отнасяни към особен раса, но днес тази теория се отхвърля. Физически те са сходни със съвременните им европейски кроманьонци. Културата Меща-Афалу е свързвана и с гуанчите, коренните жители на Канарските острови, но за това няма убедителни доказателства.